# Strike of the Panther
Strike of the Panther è un film d'azione australiano direct-to-video del 1987 diretto da Brian Trenchard-Smith, con Edward Stazak nel ruolo di Jason Blade. Il film è stato girato contemporaneamente a Day of the Panther, diretto dallo stesso regista e con lo stesso protagonista, e poi distribuito successivamente a quest'ultimo.
Il regista li ha descritti come "un'avventura adolescenziale da macho di arti marziali, con il maggior numero possibile di azioni-senza-sosta, collegate tra loro in modo credibile", interpretati da un protagonista che "è attraente, ha una grazia felina e, come spesso tende ad accadere nei miei film, si toglie spesso la maglietta e ha un buon paio di pettorali."

## Trama
Jason Blade salva Julia, la figlia del famoso uomo d'affari David Summers, da un bordello a Dalkeith. Blade forma quindi la Crime Task Force, per partecipare alla cattura di Jim Baxter. Baxter rapisce Gemma Anderson, la fidanzata di Blade e ferisce suo padre, William Anderson. Baxter cerca rifugio in una centrale elettrica deserta, cablandola con abbastanza esplosivi per distruggere metà della città di Perth.

## Produzione
I film sono stati creati per il mercato  internazionale e con lo scopo di rendere l'artista marziale australiano Ed Staszak, una star. Realizzati per intero con finanziamenti privati.
La produzione è iniziata nel marzo 1987 a Perth e Fremantle, nell'Australia occidentale, sotto la direzione del coordinatore degli stunt, Peter West. Dopo quattro giorni dall'inizio delle riprese, si è ritenuto che fosse necessario un regista più esperto, ed è stato quindi coinvolto  Brian Trenchard-Smith, con soli due giorni di preavviso. [1]
"Lavorativamente, è stato il salvataggio più duro che io abbia mai eseguito", disse Trenchard Smith all'epoca. "L'intera ripresa è stata totalmente capovolta." [1]
Trenchard-Smith andò direttamente a girare un'importante sequenza di combattimenti nel suo primo giorno, apportando modifiche alla sceneggiatura man mano che procedeva, incluso l'inserimento di una nuova sequenza di anticipazioni, per stabilire la relazione tra i personaggi. Ha riformulato il cast, aggiungendo l'attore John Stanton.
Trenchard Smith:
"Se devi spendere soldi extra per sostituire un regista, dovresti guardare ad altri elementi che vanno cambiati, altrimenti stai solo versando altri soldi, sui soldi spesi male... In una certa misura dirigere il film è stato un po' come fare da regista di Theatresports . Raggiungevo una location e dovevo lavorare con attori che ancora non conoscevo, per girare una scena con dei problemi da risolvere. Ho dovuto prendere decisioni così su due piedi e pensare alla svelta, per riuscire comunque ad ottenere quattro minuti di registrazione in un giorno. È stato come scattare due foto contemporaneamente. [1]
C'erano otto scene di combattimento nel primo film e nove nel secondo. "Anche se l'ho reso duro, ho cercato di non renderlo sgradevole", ha detto il regista. "Non ci si sofferma sul sangue. Le persone sanguinano occasionalmente, ma lo fanno in maniera garbata." [1] Trenchard-Smith ha affermato che il film era rivolto ad un pubblico dai 13 ai 20 anni:
Le persone che si appassionano ai film di arti marziali, sono fondamentalmente adolescenti che vogliono vedere un super-eroe imbattibile, e incredibilmente veloce con i piedi e le mani. Il pubblico è fondamentalmente maschile, ma è presente un numero significativo di donne. Se l'eroe è attraente, nemmeno a loro dispiacerà guardarlo, a condizione che l'azione violenta non sia eccessivamente brutale. [1]
Il film è stato girato in 16 mm e portato a 35 mm, per una possibile uscita nelle sale cinematografiche, prima di essere rilasciato in video. [1]
Trenchard-Smith ha in seguito affermato che le vendite dei film sono andate bene, a livello internazionale:
Perché  in ogni paese c'è un pubblico che si accontenta di una storia vagamente coerente, con situazioni tipiche, anche a basso costo, purché ci siano risse. Quelli della Pantera non erano film che io avrei sviluppato in questo modo, e nemmeno con un budget così basso, ma erano film che ero pronto a salvare, portandoli ad un livello base, in modo che gli investitori potessero riavere i loro soldi. Inevitabilmente sono stato criticato per
decisioni che mi sono state accollate, e che non sono stato io a creare. E il tempo tende comunque a non essere gentile con i tuoi sforzi su materiale fondamentalmente difettoso. Ma quando, fra le tue produzioni, devi fare anche da dottore per un film, è così che va. La cosa più importante resta: da un punto di vista economico - IL PAZIENTE È VIVO! [3]
Un terzo film della serie, Escape of the Panther è stato pianificato, ma non è mai stato realizzato. [1]